# Colpotrochia bifasciata
Colpotrochia bifasciata är en stekelart som beskrevs av Setsuya Momoi 1966. Colpotrochia bifasciata ingår i släktet Colpotrochia och familjen brokparasitsteklar. Inga underarter finns listade i Catalogue of Life.